# Full Moon (album)
Full Moon is het derde album van Brandy. Het verscheen eind 2002.
Dit album was het grootste commerciële succes van de zangeres. Het nummer "What About Us" werd een grote hit. De single "Full Moon" had minder succes. Het album werd veel verkocht, maar werd door de critici het slechts ontvangen van al haar albums. Later bracht Brandy het nummer "Another Day In Paradise" uit. Dit deed ze samen met haar jongere broertje Ray-J (ook een R&B artiest). Het nummer kwam op een verzamelalbum als een tribute voor Phil Collins. Ze was inmiddels getrouwd met Robert Smith en zwanger van haar dochter Sy'rai, die in de zomer van 2003 geboren werd.

## Tracklist
| #   | Title                        |      |
| --- | ---------------------------- | ---- |
| 1.  | "B-Rocka Intro"              | 1:19 |
| 2.  | "Full Moon"                  | 4:08 |
| 3.  | "I Thought"                  | 4:29 |
| 4.  | "When You Touch Me"          | 5:42 |
| 5.  | "Like This"                  | 4:32 |
| 6.  | "All in Me"                  | 4:00 |
| 7.  | "Apart"                      | 4:27 |
| 8.  | "Can We"                     | 4:43 |
| 9.  | "What About Us?"             | 4:12 |
| 10. | "Anybody"                    | 4:50 |
| 11. | "Nothing"                    | 4:48 |
| 12. | "It's Not Worth It"          | 4:23 |
| 13. | "He Is"                      | 4:21 |
| 14. | "Come a Little Closer"       | 4:32 |
| 15. | "Love Wouldn't Count Me Out" | 4:19 |
| 16. | "WOW"                        | 4:12 |

##### Extra
| 17. | "Die Without You" (with Ray-J) [U.S. bonus]       | 3:56 |
| 18. | "Another Day In Paradise" (with Ray-J) [EU bonus] | 4:12 |
| 19. | "I Wanna Fall in Love" [Japanese bonus]           | 3:52 |

## Charts
| Year | Title                                    | Chart Positions | Chart Positions | Chart Positions | Chart Positions | Chart Positions | Chart Positions | Chart Positions | Chart Positions | Chart Positions | Chart Positions | Chart Positions | Chart Positions | Album                     |
| Year | Title                                    | US              | UK              | IRE             | AUS             | NZ              | GER             | SWI             | NET             | FRA             | SWE             | EU              | WW              | Album                     |
| ---- | ---------------------------------------- | --------------- | --------------- | --------------- | --------------- | --------------- | --------------- | --------------- | --------------- | --------------- | --------------- | --------------- | --------------- | ------------------------- |
| 2001 | "Another Day in Paradise" (with Ray-J) 4 | -               | 5               | 4               | 11              | 29              | 2               | 3               | 6               | 11              | 4               | 2               | 8               | Urban Renewal / Full Moon |
| 2002 | "What About Us?"                         | 7               | 4               | 17              | 6               | 8               | 13              | 8               | 11              | 24              | 16              | 4               | 1               | Full Moon                 |
| 2002 | "Full Moon"                              | 18              | 15              | -               | 43              | -               | 54              | 72              | 51              | 9               | 53              | 20              | 16              | Full Moon                 |
| 2002 | "He Is"                                  | -               | -               | -               | -               | -               | -               | -               | -               | -               | -               | -               | -               | Full Moon                 |